# Барфус, Ганс-Альбрехт

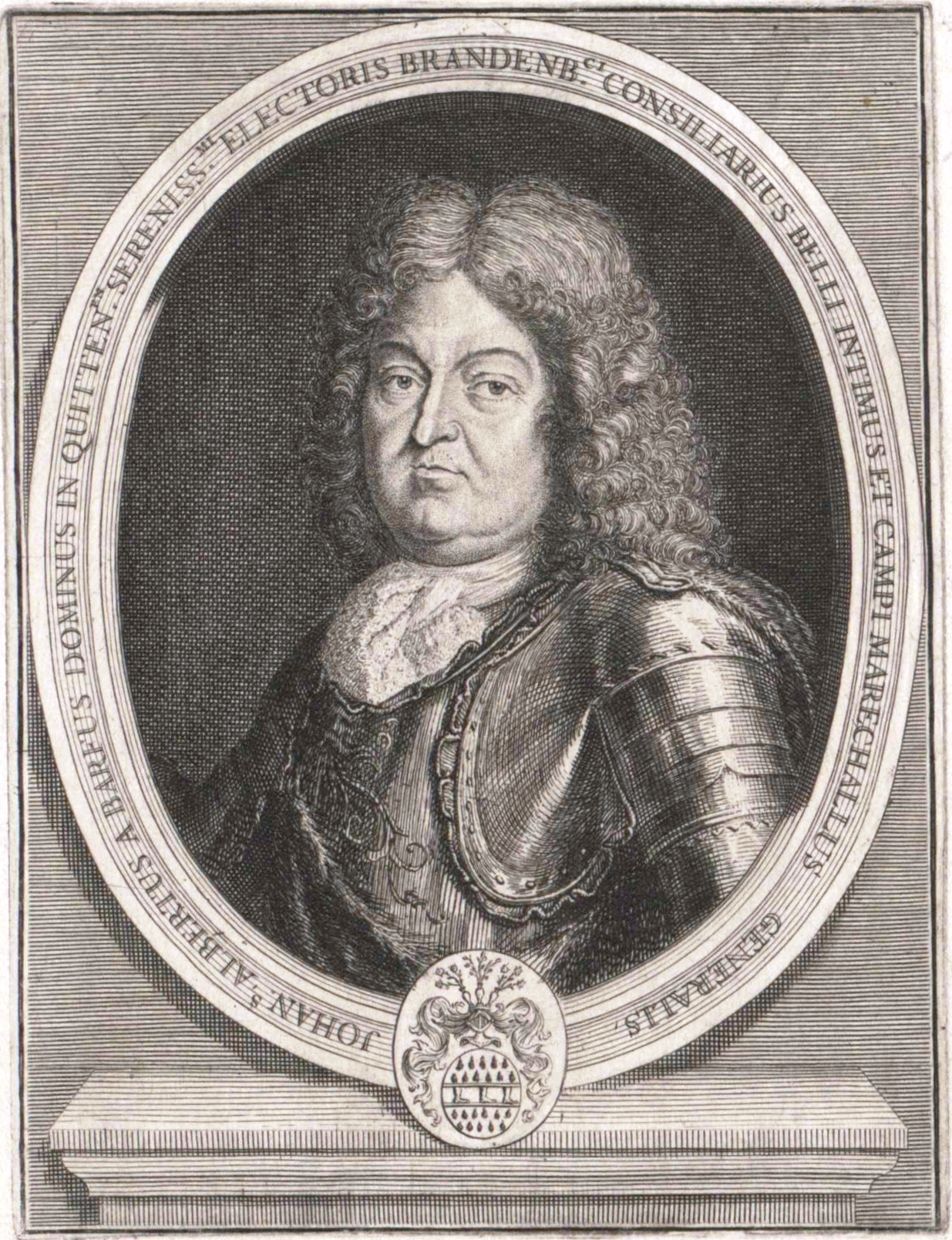
Ганс-Альбрехт фон Барфус

Иоганн (Ганс) Альбрехт фон Барфус (нем. Hans Albrecht von Barfus; 1635 — 27 декабря 1704, Коссенблат близ Бескова) — прусский генерал-фельдмаршал. Происходил из старинной бранденбургской семьи.

## Биография
Рано поступив на военную службу, он в войнах великого курфюрста показал хорошие военные способности. Впервые ему пришлось командовать значительным отрядом в качестве подполковника в войне Фридриха-Вильгельма со шведами из-за Передней Померании 1678 года, а осенью того же года он участвовал в экспедиции на Рюген и во взятии Штральзунда.
В войне с турками 1683 года Барфус командовал небольшим корпусом и сражался с Собеским при Гране. Ещё успешнее действовал корпус Барфуса под главным начальством генерал-лейтенанта Шёнинга при осаде Офена в 1686 году. Во время главного штурма 12 сентября, после которого крепость сдалась, Барфус вел левое крыло штурмовой колонны.
Когда составилась вторая коалиция против Людовика IV (война за Бельгию), Барфус сражался на Рейне на глазах самого курфюрста Фридриха III и по его диспозициям был выполнен штурм Бонна (октябрь 1689 года).
В качестве главнокомандующего Барфус привел в 1691 году на помощь императору против турок новый вспомогательный корпус из 6000 человек, который решил победу при Саленкемене (1691 год); за это Барфус получил звание генерал от инфантерии. Затем Барфус был председателем главного военного совета, фельдмаршалом, имперским графом, одним из первых кавалеров Ордена Чёрного Орла, но его военная карьера этим и закончилась. Враги Барфуса успели отдалить его от двора и вытеснить из армии.